# Stan Vinson
Stan Vinson (* 5. März 1952) ist ein ehemaliger US-amerikanischer Sprinter.
Beim Leichtathletik-Weltcup 1977 in Düsseldorf gehörte er in der 4-mal-400-Meter-Staffel zum US-Quartett, das wegen der Verletzung von Maxie Parks nicht das Ziel erreichte.
1978 wurde er US-Hallenmeister über 600 Yards, und 1979 siegte er bei der Spartakiade der Völker der UdSSR über 400 m. Für die Eastern Michigan University startend wurde 1974 und 1975 NCAA-Hallenmeister über 600 Yards.

## Persönliche Bestzeiten
- 400 m: 45,24 s, 21. Juni 1975, Eugene
  - Halle: 46,50 s, 14. März 1978, Mailand